# Stethoperma duodilloni
Stethoperma duodilloni là một loài bọ cánh cứng trong họ Cerambycidae.